# Stefano Gross
Stefano Gross (* 4. September 1986 in Bozen) ist ein ehemaliger italienischer Skirennläufer aus dem Trentino. Er trat fast ausschließlich in der Disziplin Slalom an.

## Biografie
Gross stammt aus Pozza di Fassa im Fassatal. Seine ersten FIS-Rennen fuhr er im Januar 2002. In den Jahren 2003 und 2004 erreichte er bei den italienischen Juniorenmeisterschaften jeweils den zweiten Platz im Slalom. 2005 nahm er erstmals an Juniorenweltmeisterschaften teil. Seinen ersten Start im Europacup hatte er im Dezember 2005, erreichte aber vorerst keine nennenswerten Ergebnisse. Bei den Juniorenweltmeisterschaft 2006 belegte er den vierten Platz im Slalom, wenig später wurde er Italienischer Slalom-Juniorenmeister. Sein Debüt im Weltcup hatte er am 22. Dezember 2008 im Slalom von Alta Badia. Am 1. Februar 2009 erreichte er mit Rang 25 im Slalom von Garmisch-Partenkirchen erstmals die Punkteränge.
Im Europacup gelang Gross am Ende der Saison 2008/09 mit dem achten Platz im Slalom von Crans-Montana die erste Top-10-Platzierung und am 22. Januar 2010 fuhr er mit Platz zwei im Slalom von Bansko erstmals auf das Podest. Mit weiteren zwei Podestplätzen erreichte er in der Europacupsaison 2009/10 den vierten Rang in der Slalomwertung. Sein einziges Weltcupergebnis in der Saison 2009/10 war ein 21. Platz im Slalom von Kranjska Gora am 31. Januar 2010. In der Saison 2010/11 konnte er in drei Weltcupslaloms punkten. Bei den Weltmeisterschaften 2011 in Garmisch-Partenkirchen fuhr er im Slalom auf Platz 22.
In der Saison 2011/12 stieß Gross an die Slalom-Weltspitze vor. Das erste Top-10-Ergebnis im Weltcup gelang ihm am 19. Dezember 2011 mit Rang 8 in Alta Badia. Am 8. Januar 2012 fuhr er in Adelboden auf Rang 3 und erzielte dabei seine erste Weltcup-Podestplatzierung. Hinzu kamen ein zweiter Platz in Schladming und ein dritter Platz in Bansko, was in der Slalom-Disziplinenwertung den fünften Rang ergab. Dieses Niveau konnte Gross in der Saison 2012/13 nicht ganz halten: Viermal fuhr er unter die besten zehn, ein vierter Platz war sein bestes Ergebnis. Drei weitere Top-10-Platzierungen kamen in der Saison 2013/14 hinzu. Seine beste Rangierung bei einem Großanlass war Platz vier im Slalom der Olympischen Winterspiele 2014 in Sotschi, wobei ihm nur fünf Hundertstelsekunden auf die Bronzemedaille fehlten.
Nach einem etwas verhaltenen Beginn der Saison 2014/15 gewann Gross am 11. Januar 2015 etwas überraschend in Adelboden, wobei er Fritz Dopfer um zwei und Marcel Hirscher um drei Hundertstelsekunden hinter sich ließ. Bis heute ist dies sein einziger Weltcupsieg geblieben. Er bestätigte seine gute Form mit je einem zweiten Platz in Wengen und Schladming. Drei dritte Plätze kamen in der Saison 2015/16 hinzu: bei den Slaloms in Wengen und Kranjska Gora sowie beim City Event in Stockholm. Weitere zwei Male stand Gross in der Saison 2016/17 auf einem Slalom-Weltcuppodest, als Dritter in Madonna di Campiglio und als Zweiter in Kranjska Gora.
Mit acht Top-10-Platzierungen gehörte Gross auch in der Saison 2017/18 zur erweiterten Weltspitze, wobei zwei sechste Plätze in Val-d’Isère und Adelboden seine besten Ergebnisse waren. Aufgrund einer erhöhten Ausfallquote platzierte er sich in der Saison 2018/19 nur noch zweimal knapp in den besten zehn.
Beim Nachtslalom in Schladming am 29. Januar 2025 kündigte er sein Karriereende zum Ende der Saison 2024/25 an, nachdem er zuvor nicht mehr an die Weltspitze anknüpfen konnte. 
Sein letztes Rennen bestritt er am 16. März 2025 beim Slalom in Hafjell, wo er sich allerdings mit Rang 35 nicht für den 2. Durchgang qualifizieren konnte. Im Juni 2025 wurde er Vater einer Tochter.

## Erfolge

### Olympische Spiele
- Sotschi 2014: 4. Slalom
- Pyeongchang 2018: 5. Mannschaftswettbewerb, 16. Slalom

### Weltmeisterschaften
- Garmisch-Partenkirchen 2011: 22. Slalom
- Schladming 2013: 11. Slalom
- St. Moritz 2017: 9. Slalom
- Åre 2019: 10. Slalom
- Courchevel 2023: 18. Slalom
- Saalbach-Hinterglemm 2025: 7. Team-Kombination, 20. Slalom

### Weltcup
- 12 Podestplätze in Einzelrennen, davon 1 Sieg:

| Datum           | Ort       | Land    | Disziplin |
| --------------- | --------- | ------- | --------- |
| 11. Januar 2015 | Adelboden | Schweiz | Slalom    |

- 1 Podestplatz bei Mannschaftswettbewerben

### Weltcupwertungen
| Saison  | Gesamt | Gesamt | Slalom | Slalom | City Event | City Event |
| Saison  | Platz  | Punkte | Platz  | Punkte | Platz      | Punkte     |
| ------- | ------ | ------ | ------ | ------ | ---------- | ---------- |
| 2008/09 | 142.   | 6      | 61.    | 6      | –          | –          |
| 2009/10 | 129.   | 10     | 51.    | 10     | –          | –          |
| 2010/11 | 104.   | 42     | 36.    | 42     | –          | –          |
| 2011/12 | 25.    | 427    | 5.     | 412    | 9.         | 15         |
| 2012/13 | 36.    | 188    | 12.    | 188    | –          | –          |
| 2013/14 | 45.    | 165    | 13.    | 165    | –          | –          |
| 2014/15 | 16.    | 430    | 6.     | 430    | –          | –          |
| 2015/16 | 28.    | 345    | 6.     | 345    | –          | –          |
| 2016/17 | 21.    | 345    | 7.     | 345    | –          | –          |
| 2017/18 | 32.    | 274    | 9.     | 274    | –          | –          |
| 2018/19 | 59.    | 116    | 20.    | 116    | –          | –          |
| 2019/20 | 82.    | 76     | 27.    | 76     | –          | –          |
| 2020/21 | 76.    | 85     | 27.    | 85     | –          | –          |
| 2021/22 | 96.    | 45     | 35.    | 45     | –          | –          |
| 2022/23 | 70.    | 91     | 24.    | 91     | –          | –          |
| 2023/24 | 104.   | 30     | 38.    | 30     | –          | –          |

### Europacup
- Saison 2009/10: 4. Slalomwertung
- 9 Podestplätze, davon 1 Sieg:

| Datum             | Ort      | Land    | Disziplin |
| ----------------- | -------- | ------- | --------- |
| 18. Dezember 2017 | Fassatal | Italien | Slalom    |

### Juniorenweltmeisterschaften
- Bardonecchia 2005: 8. Slalom, 27. Riesenslalom
- Québec 2006: 4. Slalom

### Weitere Erfolge
- 1 italienischer Meistertitel (Slalom 2014)
- Italienischer Juniorenmeister im Slalom 2006
- 6 Siege in FIS-Rennen